# كولن هوانغ
كولن هوانغ (بالصينية: 黄峥) هو رائد أعمال صيني، ولد في 1980 في هانغتشو في الصين.

## وصلات خارجية
- الموقع الرسمي